# Bakeridesia pittieri
Bakeridesia pittieri är en malvaväxtart som först beskrevs av Donn. Smith, och fick sitt nu gällande namn av D.M. Bates. Bakeridesia pittieri ingår i släktet Bakeridesia och familjen malvaväxter. Inga underarter finns listade i Catalogue of Life.